# 笠松口站
笠松口站（日语：／ Kasamatsuguchi eki */?）是位於岐阜縣羽島郡笠松町，名古屋鐵道（名鐵）笠松線（現時：竹鼻線）的車站（廢站）。從笠松站向新羽島站方向前進約250米後，於郵局（笠松春日郵局）前的道路和竹鼻線平交道附近可看見車站遺址，該處有一座較細規模的月台遺跡。

## 歷史

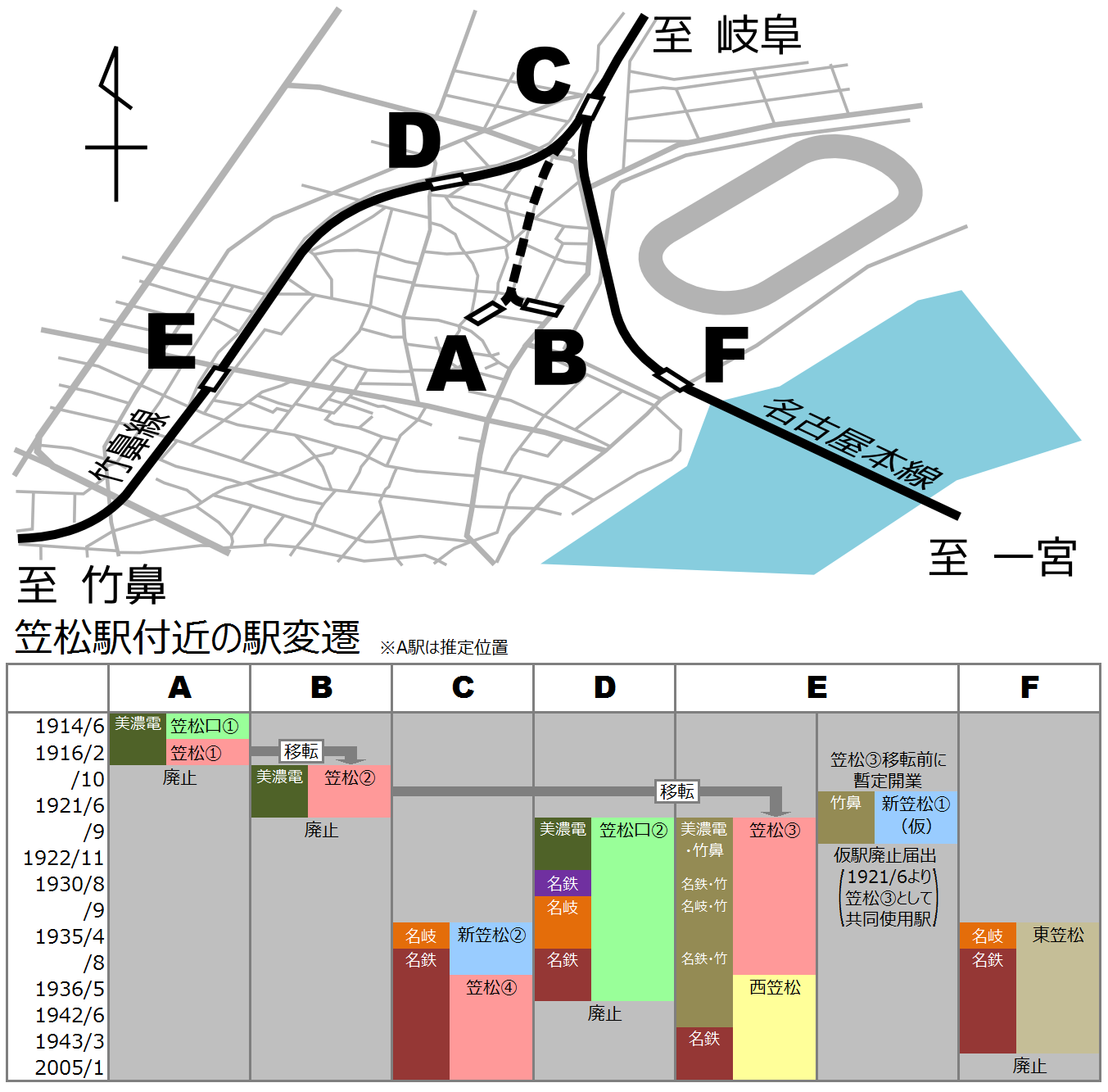
笠松附近的站名變遷（此站是D站）

- 1920年（大正9年）10月25日 - 美濃電氣軌道（日语：美濃電気軌道）笠松站 （第二代，圖中B站）和末端區間（從新岐阜起點3英里23鏈以後）遷移，在遷移後的笠松站 （第三代）距離3英里67鏈（圖中E地點）。同時申請新設新車站（圖中D站）（12月16日認可）[1]。
- 1921年（大正10年）9月21日 - 正式開設笠松口站 （第2代）（圖中D站）[2]。
- 1930年（昭和5年）
  - 8月20日 - 美濃電氣鐵道與（舊）名古屋鐵道合併。
  - 9月5日 - （舊）名古屋鐵道改名為名岐鐵道。
- 1935年（昭和10年）8月1日 - 名岐鐵道與愛知電氣鐵道（日语：愛知電気鉄道）合併為名古屋鐵道。
- 1942年（昭和17年）6月1日 - 笠松口站（第2代）廢除[3]。
- 1943年（昭和18年）3月1日 - 名古屋鐵道收購竹鼻鐵道。笠松站（第4代）至大須站之間定為竹鼻線。

## 相鄰車站
名古屋鐵道
笠松線
笠松－笠松口－西笠松

## 注腳
1. ↑  鐵道院監督局、鐵道省監督局《鉄道免許・名古屋鉄道（元美濃電気軌道）2・大正6～10年》 「26. 笠松線々路及工事方法変更の件」
2. ↑  鐵道院監督局、鐵道省監督局《鉄道免許・竹鼻鉄道（名古屋鉄道）2・大正10年～昭和4年》 「14. 共同使用停車場竣功の件」
3. ↑  渡利正彦「岐阜駅から見た名鉄の印象」，《鐵道畫刊（日语：鉄道ピクトリアル）》第816卷，電氣車研究會，2009年3月，168頁。